# Opus africanum

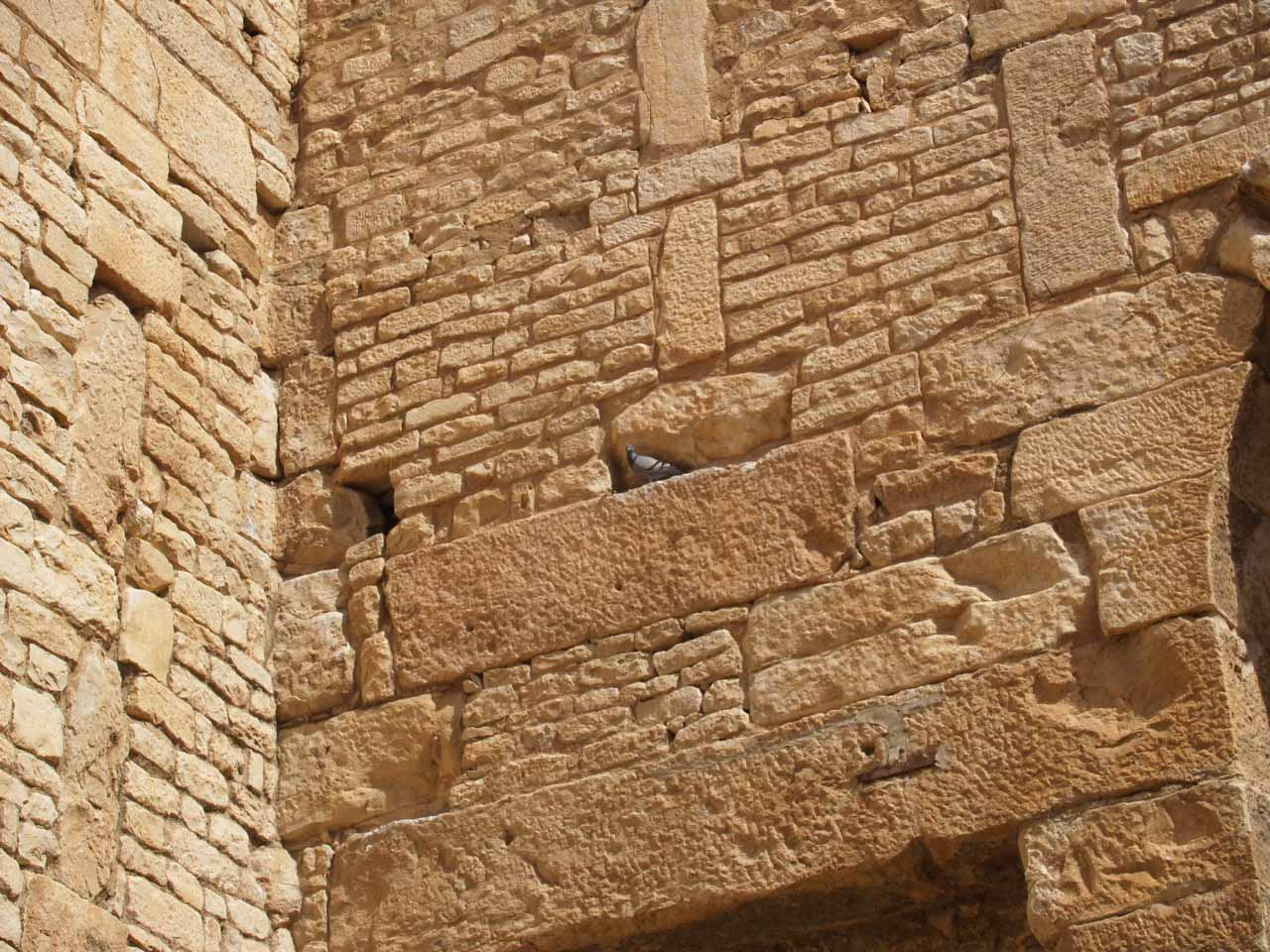
Opus africanum in Thugga, Tunesië

Opus africanum "werk uit Africa" is een oude muurbouwtechniek, die werd toegepast in Carthago en het Oude Rome.

## Beschrijving
Bij opus africanum worden grote blokken quadersteen, ook wel kubieke steen genoemd, gebruikt. Dit zijn grote, strak afgewerkte stukken natuursteen met de harmonieuze verhoudingen van een meetkundig blok. De stenen worden horizontaal en verticaal gestapeld met grote rechthoekige ruimtes ertussen, die met kleinere stenen, puin en mortel worden opgevuld. In de Romeinse tijd werden de vakken tussen de grote stenen niet meer met puin maar met regelmatige kleinere stenen opgevuld. Het resultaat heeft veel gelijkenis met vakwerk, maar bij opus africanum is de dragende constructie niet van hout maar van natuursteen. Vanwege de gelijkenis wordt de techniek ook wel "kalksteen vakwerk" genoemd. De dragende stenen werden met mortel aan elkaar bevestigd of gekoppeld met ijzeren doken of ankers. Bij de laatste techniek werd een zogenaamde dookgat in de steen geboord, waarin het anker met gesmolten lood werd vastgezet. In woonhuizen werden de muren daarna veelal gepleisterd.

## Geschiedenis
Opus africanum werd mogelijk ontwikkeld in de Maghreb in Noord-Afrika, waar voor de bouw weinig hout voorhanden was. De Carthagers namen de techniek over, waarop deze zich verspreidde over de Carthaagse gebieden in Afrika en op Sicilië. De Etrusken gebuikten de techniek ook, zij hebben deze mogelijk van de Carthagers overgenomen. Nadat de Romeinse Republiek Carthago had verslagen in de Punische oorlogen verscheen de bouwtechniek ook in Zuid-Italië.
Muren in deze techniek uit de 4e eeuw v.Chr. bevinden zich in Kerkuane in Tunesië, Selinunte en Motya op Sicilië en in Pompeï in Italië. Opus africanum bleef na het vertrek van de Romeinen uit Afrika behouden; de 9e-eeuwse stadsmuren van de Aghlabidische stad Sfax zijn in deze techniek gebouwd.

## Fotoreeks
Voorbeelden van opus africanum:

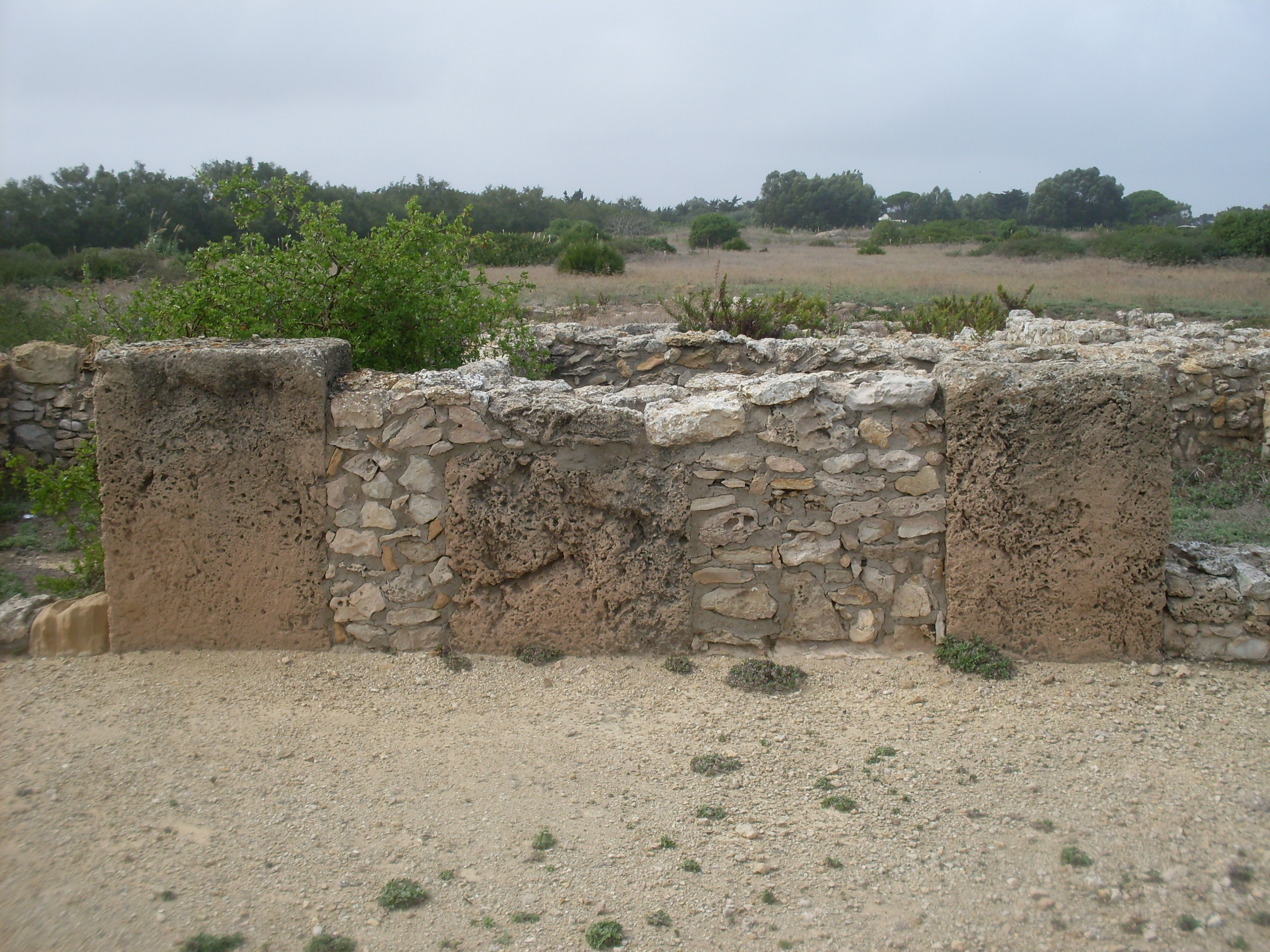
Kerkuane, Tunesië
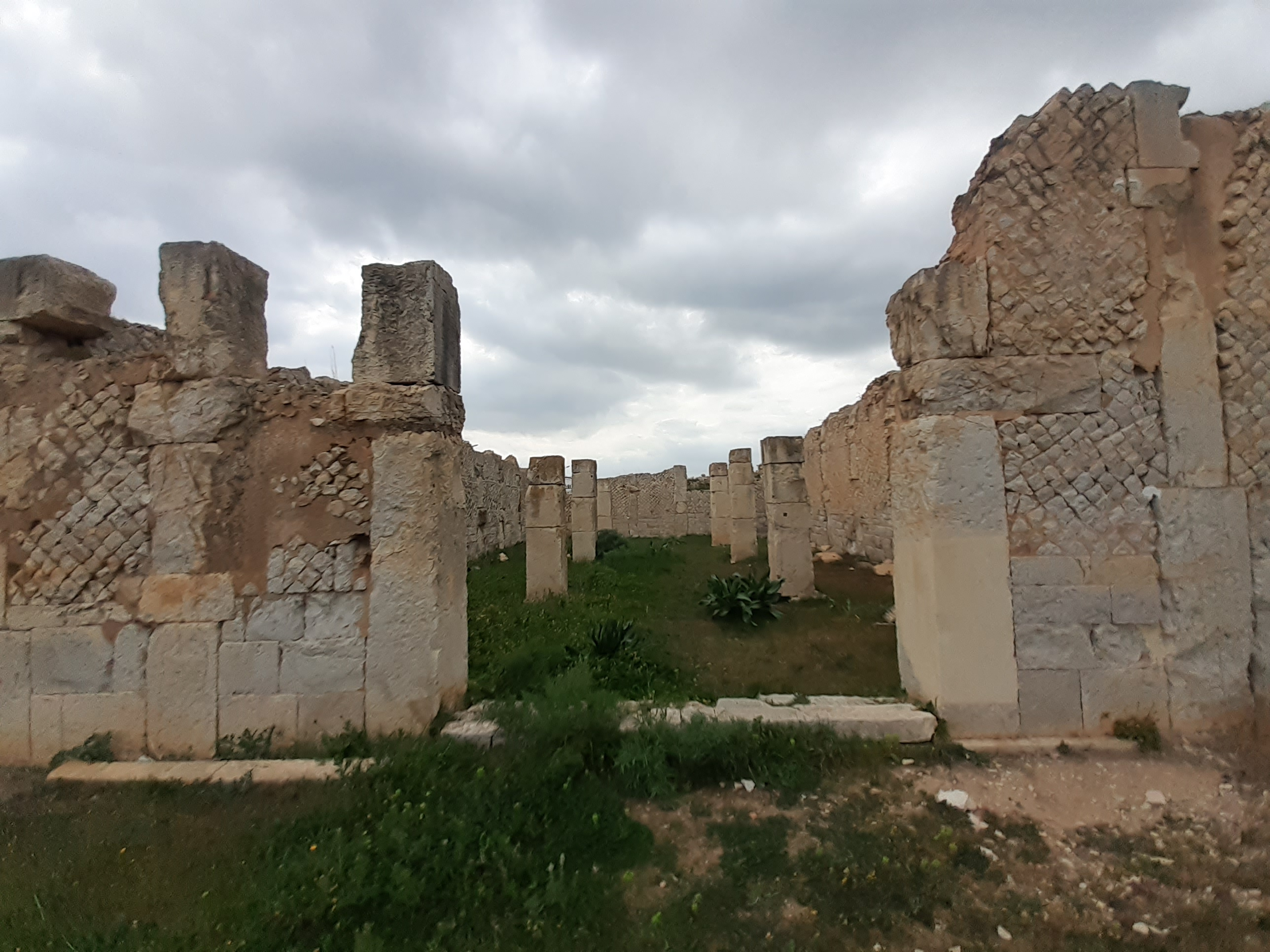
Bulla Regia, Tunesië
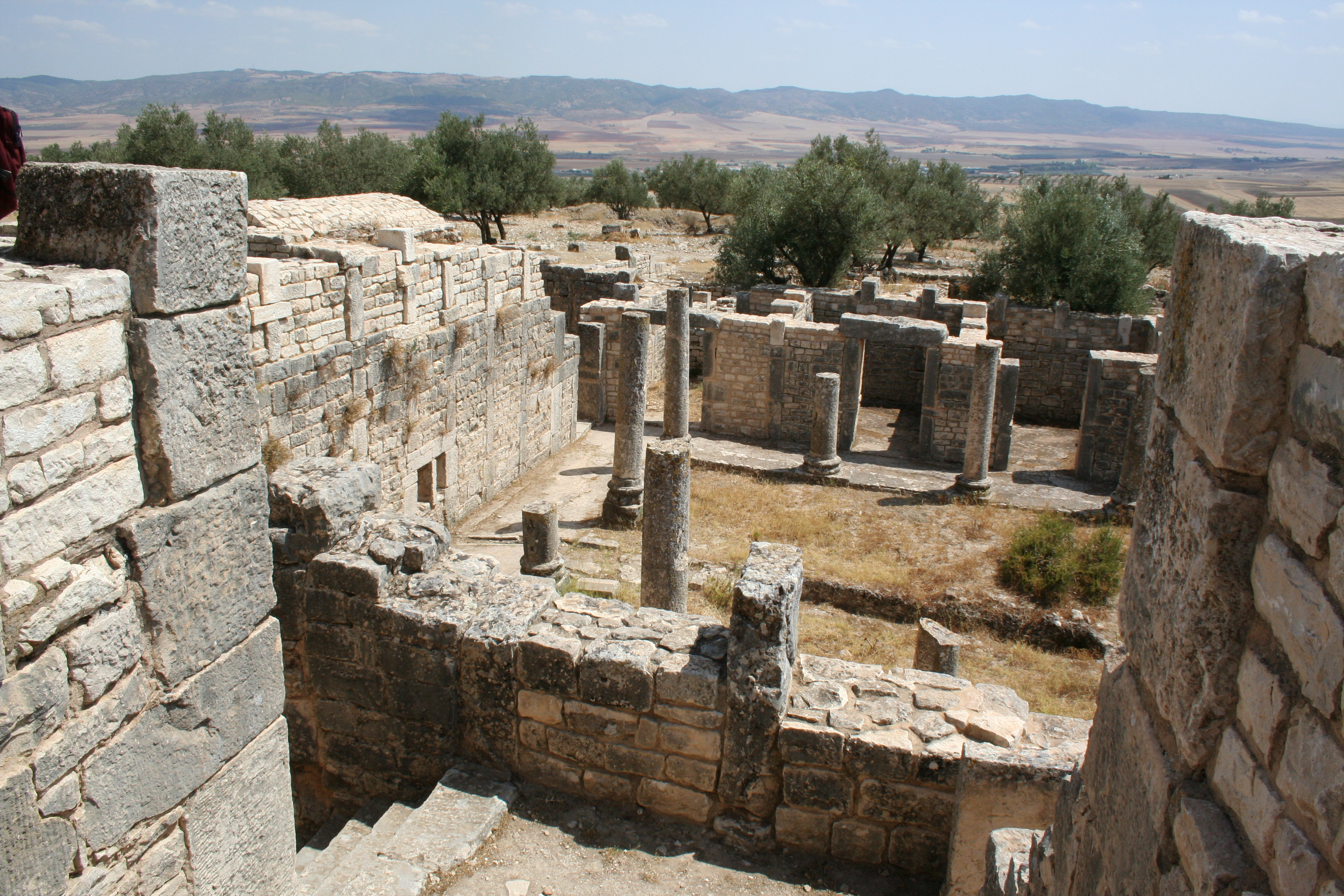
Thugga, Tunesië
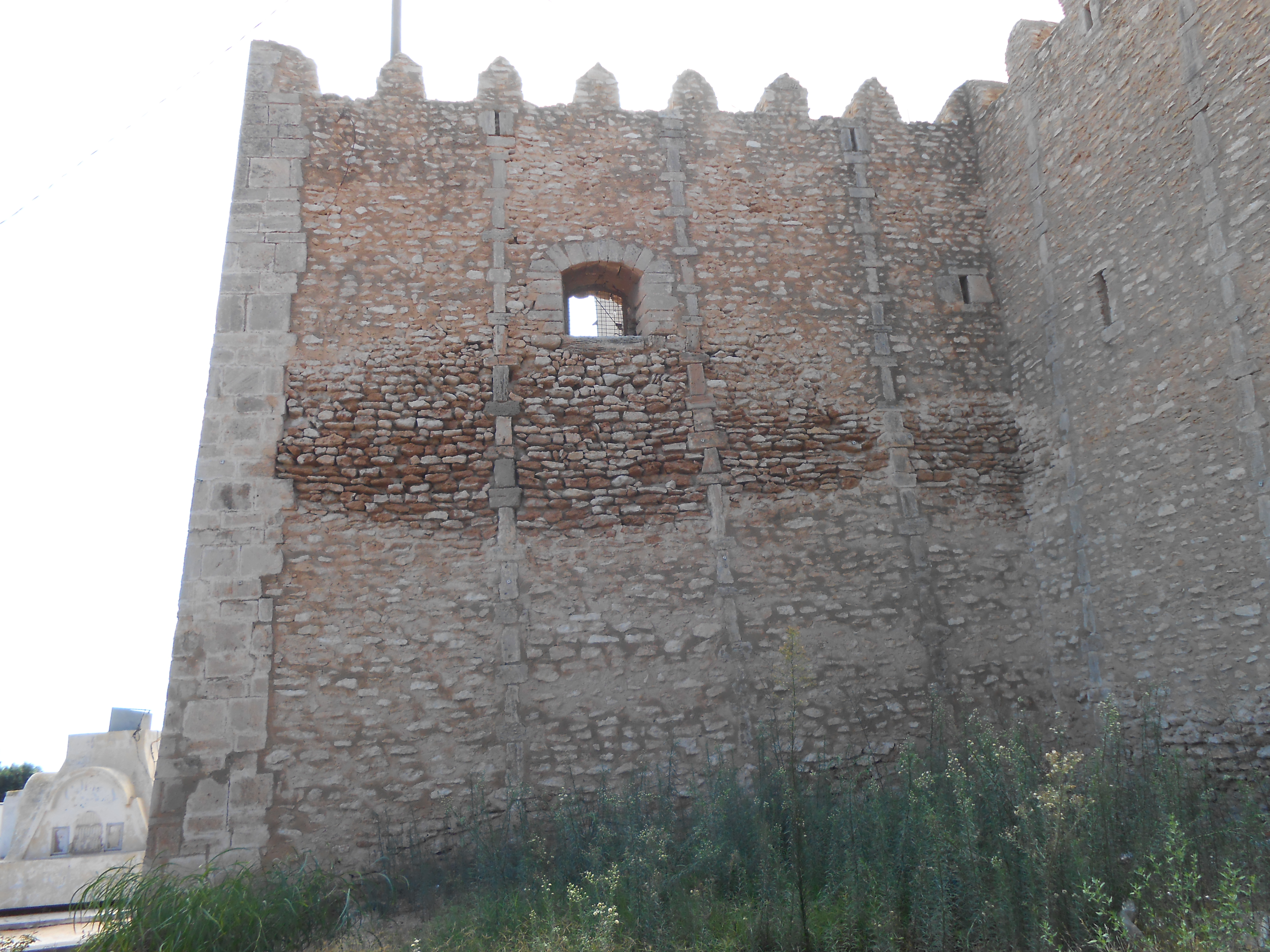
Stadsmuur van Sfax, Tunesië
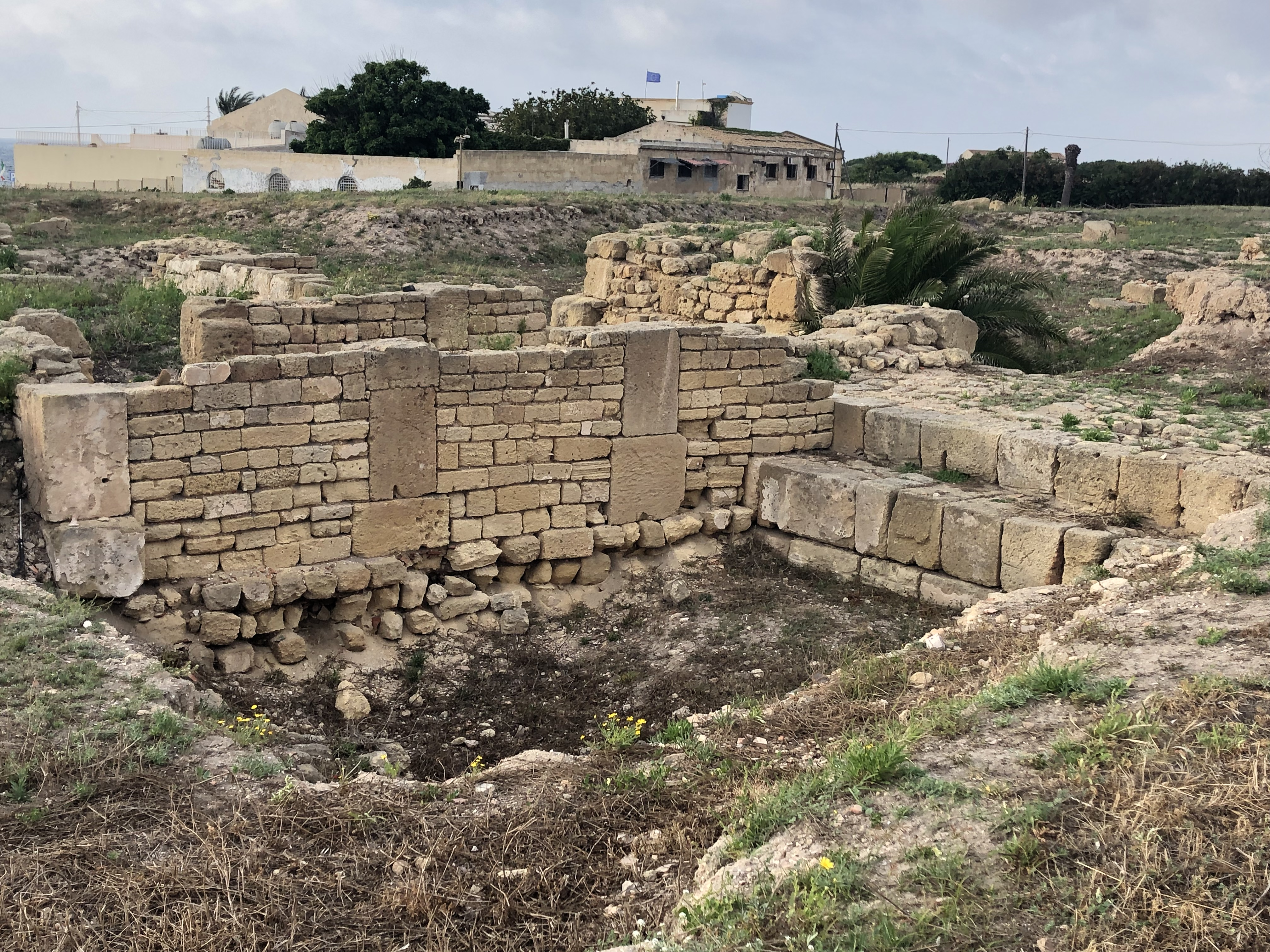
Lilybaeum (Marsala), Sicilië
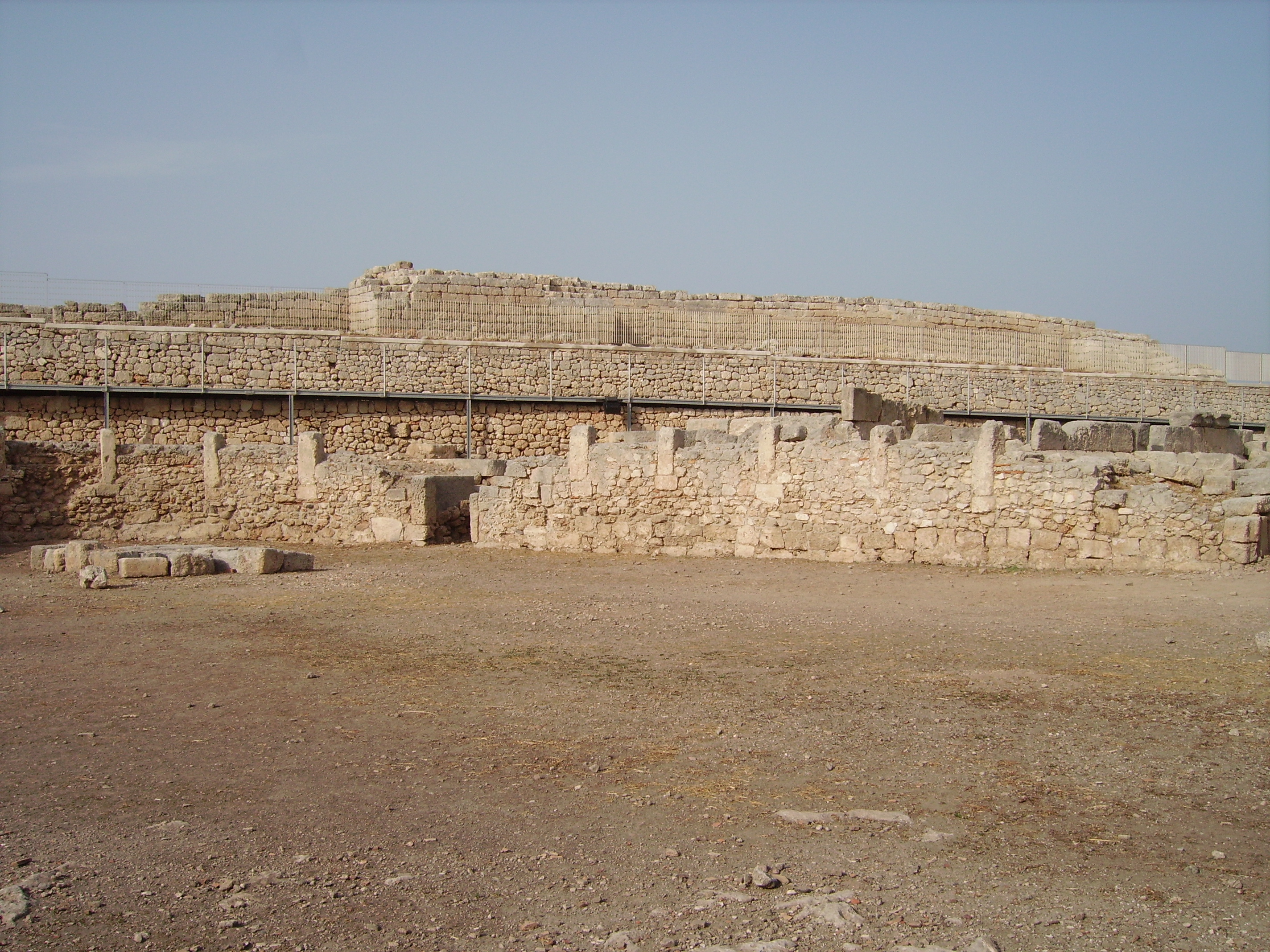
Tempel van Cybele, Egnazia
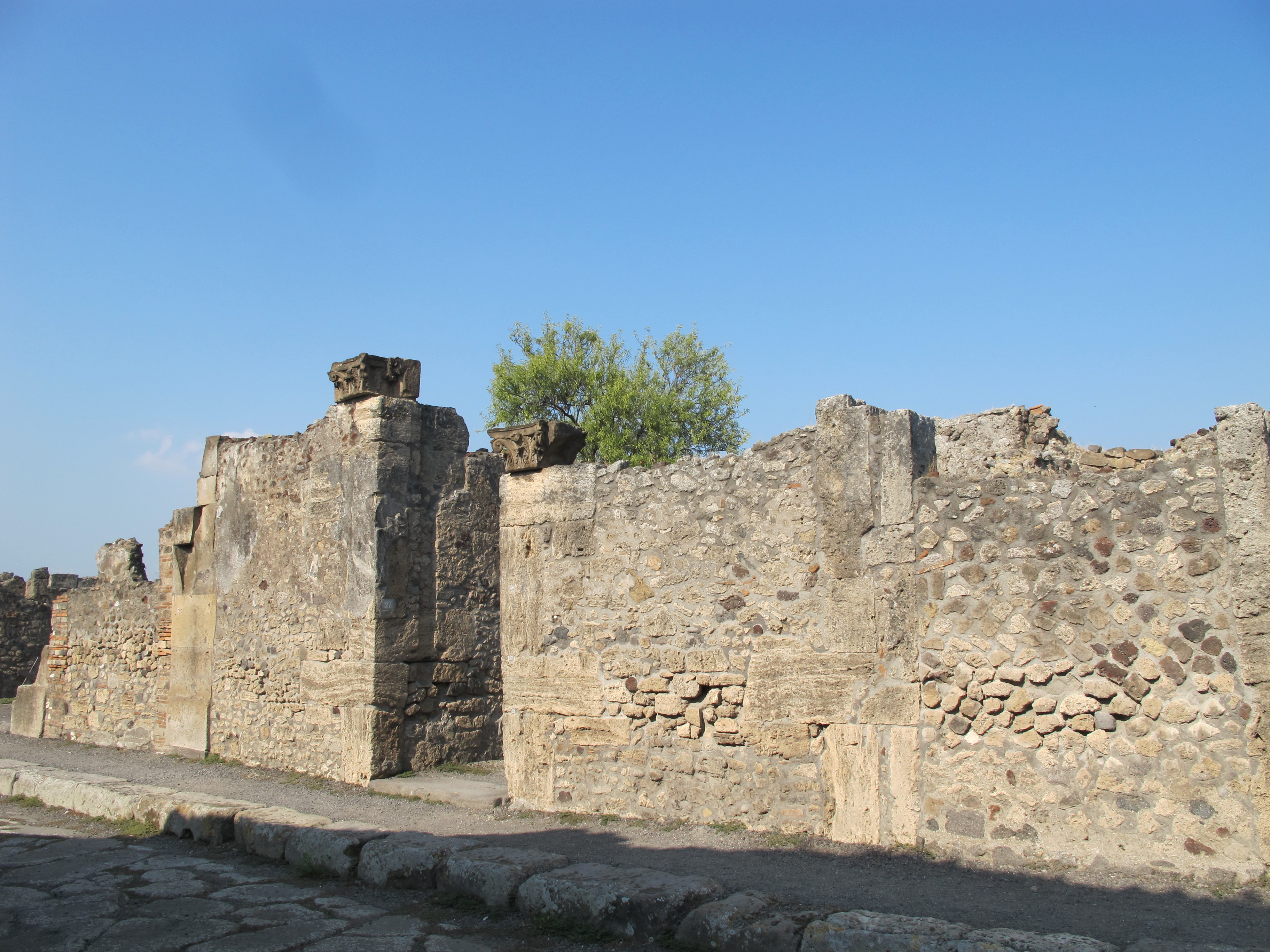
Huis VIII.3.27 in Pompeï